# Спрінг-Ридж (Флорида)
Спрінг-Ридж (англ. Spring Ridge) — переписна місцевість (CDP) в США, в окрузі Гілкріст штату Флорида. Населення — 442 особи (2020).

## Географія
Спрінг-Ридж розташований за координатами 29°49′19″ пн. ш. 82°43′28″ зх. д. / 29.82194° пн. ш. 82.72444° зх. д. (29.821841, -82.724451). За даними Бюро перепису населення США в 2010 році переписна місцевість мала площу 8,32 км², уся площа — суходіл.

## Демографія
Згідно з переписом 2010 року, у переписній місцевості мешкало 398 осіб у 159 домогосподарствах у складі 120 родин. Густота населення становила 48 осіб/км². Було 167 помешкань (20/км²).
Расовий склад населення:
| - 94,5 % — білих - 1,0 % — чорних або афроамериканців - 0,8 % — азіатів - 0,3 % — корінних американців |

До двох чи більше рас належало 2,8 %. Частка іспаномовних становила 7,0 % від усіх жителів.
За віковим діапазоном населення розподілялося таким чином: 22,4 % — особи молодші 18 років, 57,2 % — особи у віці 18—64 років, 20,4 % — особи у віці 65 років та старші. Медіана віку мешканця становила 48,6 року. На 100 осіб жіночої статі у переписній місцевості припадало 84,3 чоловіків; на 100 жінок у віці від 18 років та старших — 85,0 чоловіків також старших 18 років.
Середній дохід на одне домашнє господарство становив 53 862 долари США (медіана — 47 829), а середній дохід на одну сім'ю — 64 273 долари (медіана — 49 539). За межею бідності перебувало 8,5 % осіб, у тому числі 0,0 % дітей у віці до 18 років та 18,0 % осіб у віці 65 років та старших.
Цивільне працевлаштоване населення становило 110 осіб. Основні галузі зайнятості: науковці, спеціалісти, менеджери — 31,8 %, публічна адміністрація — 14,5 %, освіта, охорона здоров'я та соціальна допомога — 13,6 %.